# Lashgarīān
Lashgarīān (persiska: لشگریان) är en ort i Iran.   Den ligger i provinsen Gilan, i den nordvästra delen av landet, 210 km nordväst om huvudstaden Teheran. Lashgarīān ligger 12 meter över havet och antalet invånare är 424.
Terrängen runt Lashgarīān är platt åt nordväst, men åt sydost är den kuperad.Runt Lashgarīān är det ganska tätbefolkat, med 155 invånare per kvadratkilometer. Närmaste större samhälle är Lāhījān, 13,4 km öster om Lashgarīān. Trakten runt Lashgarīān består till största delen av jordbruksmark.